# San São
San São var en läskedryck som tillverkades av The Coca-Cola Company. Drycken innehåller guaranaextrakt som utvinns ur guaranabär. Dessa bär växer i Venezuela samt norra Brasilien och guaranaläsker är en lokal specialitet i hela norra Sydamerika. Guarana innehåller koffein.
Drycken lanserades i Norge 2002 och i Sverige 2003.

## Innehåll
100 ml San São innehöll, precis som de flesta andra läskedrycker, inget fett eller protein men 10,4 gram kolhydrater vilket blir ungefär 43 kcal (215 kcal per 0,5 l-flaska). Ingredienser: kolsyrat vatten, socker, surhetsreglerande medel (citronsyra, natriumcitrat), guaranaextrakt, aromer, färgämne (E150d), konserveringsmedel (E211).[källa behövs]